# Fredede bygninger i Frederikssund Kommune
Denne liste over fredede bygninger i Frederikssund Kommune viser alle fredede bygninger i Frederikssund Kommune, bortset fra kirker. Listen bygger på data fra Kulturarvsstyrelsen.
| Sagsnavn                           | Komplekstype                       | Opførelsesår | Adresse                             | Koordinater                                   | Fredningsår (1. fredning) | ID (Link til Kulturarv.dk) | Billede     |
| ---------------------------------- | ---------------------------------- | ------------ | ----------------------------------- | --------------------------------------------- | ------------------------- | -------------------------- | ----------- |
| Fasangården                        |                                    | 1800         | Fasangårdsvej 1, 3630 Jægerspris    | 55°51′47″N 11°59′24″Ø / 55.86296°N 11.98989°Ø |                           | 250-8925-1                 | Upload foto |
| Jægerspris Færgegård               |                                    | 1839         | Færgelundsvej 1, 3630 Jægerspris    | 55°50′28″N 12°01′56″Ø / 55.84124°N 12.03223°Ø |                           | 250-7038-1                 | Upload foto |
| Jægerspris Færgegård               |                                    | 1839         | Færgelundsvej 1, 3630 Jægerspris    | 55°50′28″N 12°01′56″Ø / 55.84124°N 12.03223°Ø |                           | 250-7038-2                 | Upload foto |
| Jægerspris Færgegård               |                                    | 1839         | Færgelundsvej 1, 3630 Jægerspris    | 55°50′28″N 12°01′56″Ø / 55.84124°N 12.03223°Ø |                           | 250-7038-3                 | Upload foto |
| Jægerspris Slot                    |                                    | 1627         | Slotsgården 18, 3630 Jægerspris     | 55°51′25″N 11°58′37″Ø / 55.85702°N 11.97697°Ø |                           | 250-9371-1                 | Upload foto |
| Jægerspris Slot                    |                                    | 1727         | Slotsgården 20, 3630 Jægerspris     | 55°51′23″N 11°58′28″Ø / 55.85647°N 11.97447°Ø |                           | 250-9371-2                 | Upload foto |
| Jægerspris Slot                    |                                    | 1377         | Slotsgården 20, 3630 Jægerspris     | 55°51′23″N 11°58′28″Ø / 55.85647°N 11.97447°Ø |                           | 250-9371-3                 | Upload foto |
| Jægerspris Slot                    |                                    | 1777         | Slotsgården 22, 3630 Jægerspris     | 55°51′24″N 11°58′26″Ø / 55.85654°N 11.97402°Ø |                           | 250-9371-4                 | Upload foto |
| Mindestøtterne ved Jægerspris Slot | Mindestøtterne ved Jægerspris Slot |              | Dyrnæsvej 0, 3630 Jægerspris        | 55°51′41″N 11°58′59″Ø / 55.86137°N 11.98305°Ø |                           | 250--1--1                  | Upload foto |
| Mindestøtterne ved Jægerspris Slot | Mindestøtterne ved Jægerspris Slot |              | Slotsgården 18, 3630 Jægerspris     | 55°51′25″N 11°58′37″Ø / 55.85702°N 11.97697°Ø |                           | 250-9371--1                | Upload foto |
| Oppe Sundby gamle Skole            | Fritligg. enfamiliehus             | 1806         | Roskildevej 181, 3600 Frederikssund | 55°49′14″N 12°06′00″Ø / 55.82067°N 12.10011°Ø |                           | 250-2777-1                 | Upload foto |
| Schweizerhuset                     |                                    | 1850         | Færgelundsvej 3, 3630 Jægerspris    | 55°50′27″N 12°01′32″Ø / 55.84087°N 12.02542°Ø |                           | 250-9588-27                | Upload foto |
| Selsø                              |                                    | 1780         | Selsøvej 30A, 4050 Skibby           | 55°44′29″N 12°00′39″Ø / 55.74136°N 12.01072°Ø |                           | 250-17309-1                | Upload foto |
| Selsø                              |                                    | 1600         | Selsøvej 30, 4050 Skibby            | 55°44′29″N 12°00′39″Ø / 55.74137°N 12.01070°Ø |                           | 250-18535-1                | Upload foto |
| Selsø                              |                                    | 1734         | Selsøvej 30, 4050 Skibby            | 55°44′29″N 12°00′39″Ø / 55.74137°N 12.01070°Ø |                           | 250-18535-2                | Upload foto |
| Skuldelev Præstegård               |                                    | 1830         | Østergade 3, 4050 Skibby            | 55°47′03″N 12°00′58″Ø / 55.78420°N 12.01621°Ø |                           | 250-15262-1                | Upload foto |
| Skuldelev Præstegård               |                                    | 1830         | Østergade 3, 4050 Skibby            | 55°47′03″N 12°00′58″Ø / 55.78420°N 12.01621°Ø |                           | 250-15262-2                | Upload foto |
| Skuldelev Præstegård               |                                    | 1830         | Østergade 3, 4050 Skibby            | 55°47′03″N 12°00′58″Ø / 55.78420°N 12.01621°Ø |                           | 250-15262-3                | Upload foto |
| Skuldelev Præstegård               |                                    | 1830         | Østergade 3, 4050 Skibby            | 55°47′03″N 12°00′58″Ø / 55.78420°N 12.01621°Ø |                           | 250-15262-4                | Upload foto |
| Svanholm                           |                                    | 1867         | Svanholm Alle 2, 4050 Skibby        | 55°47′01″N 11°56′21″Ø / 55.78375°N 11.93924°Ø |                           | 250-13416-1                | Upload foto |